# Heilige Dreifaltigkeit (Hausmannstätten)

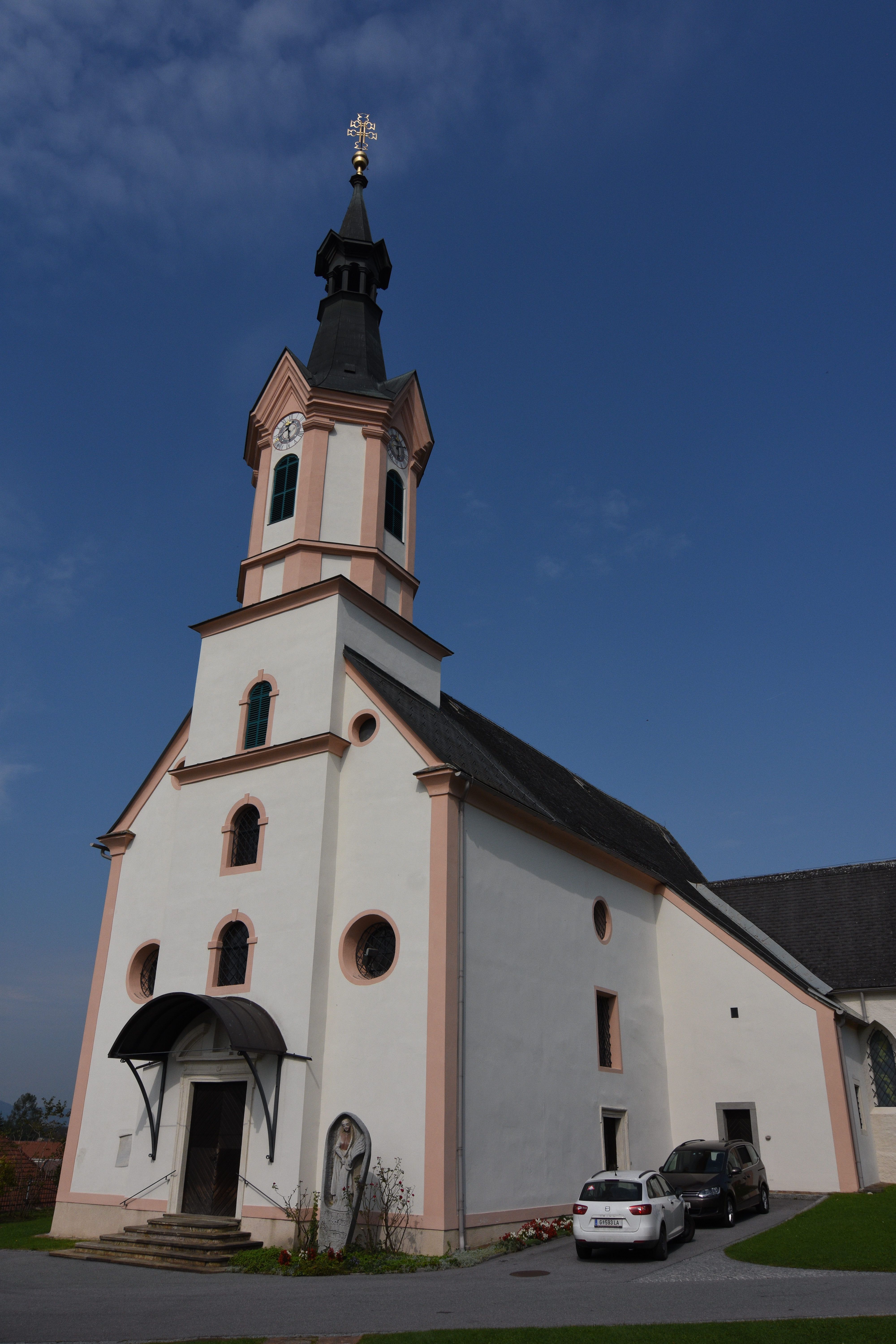
Pfarrkirche Heilige Dreifaltigkeit in Hausmannstätten

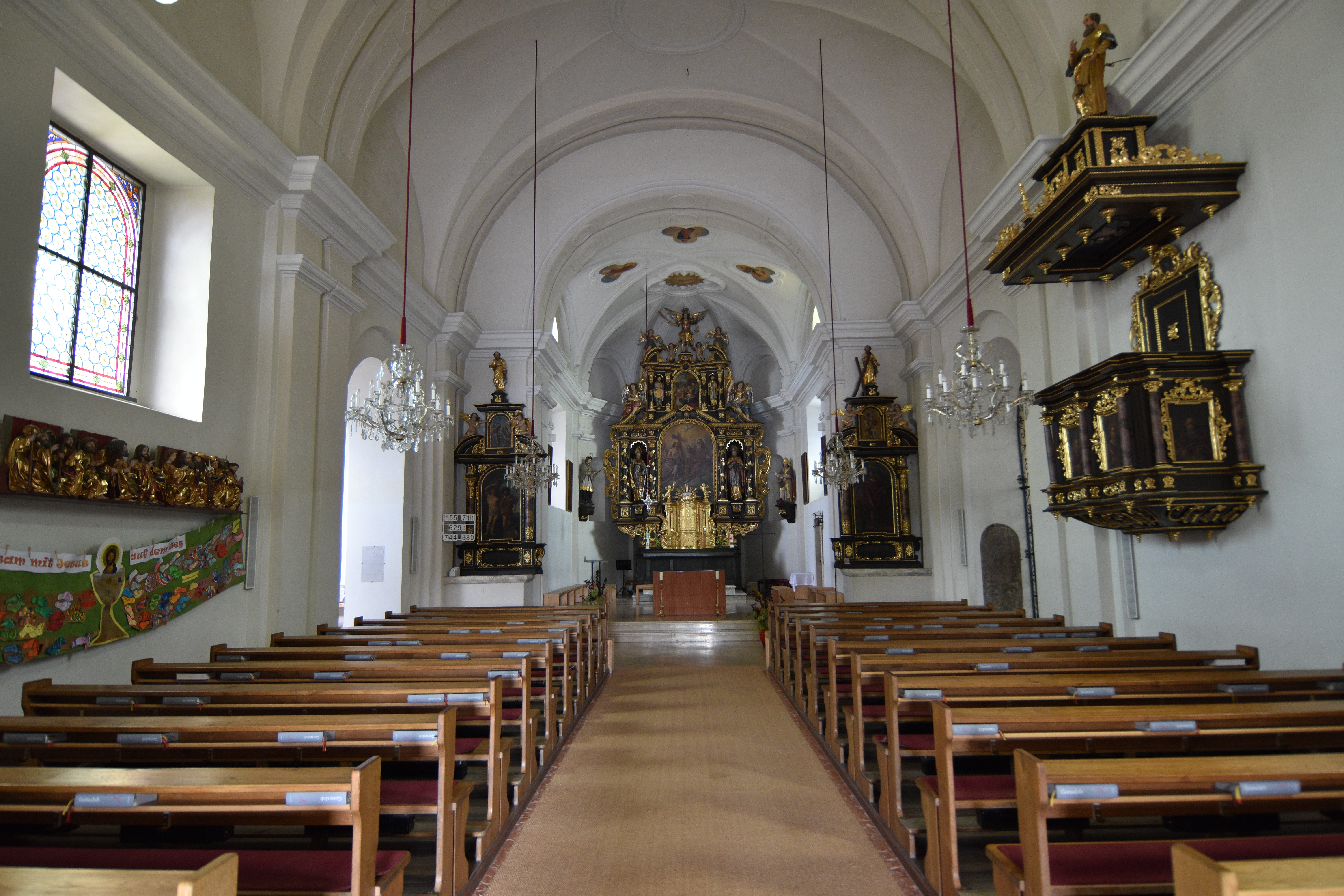
Innenansicht

Die römisch-katholische Pfarrkirche Hausmannstätten steht in der Gemeinde Hausmannstätten im österreichischen Bezirk Graz-Umgebung in der Steiermark.
Sie ist der Heiligen Dreifaltigkeit geweiht und liegt im Dekanat Graz-Land in der Diözese Graz-Seckau. Das Bauwerk steht unter Denkmalschutz (Listeneintrag).

## Lagebeschreibung
Die Kirche steht etwas erhöht im alten Ortskern von Hausmannstätten.

## Geschichte
Der erste Bau stammt von 1320/30 und war dem heiligen Nikolaus geweiht. 1361 wird erstmals ein Pfarrer genannt. Ab 1506 übernahm das nahe  Fernitz den Pfarrsitz. 1661/65 fand ein umfassender barocker Umbau statt. Am 26. September 1695 wurde die neue Kirche der Heiligen Dreifaltigkeit geweiht. Im 19. Jahrhundert gab es Eingriffe im Innenraum und der Turm erhielt seine heutige Form. Erst 1964 wurde Hausmannstätten wieder zu einer eigenständigen Pfarre erhoben.

## Architektur
Kirchenäußeres
Unter Einbeziehung des geosteten, gotischen Baus wurde die Kirche 1661/65 barock erweitert, erneuert und dabei um 90° umorientiert: der (barocke) Chor steht nun im Norden. Erhalten blieben der Unterbau des gotischen Südturms und der gotische Chor als östliche Seitenkapelle. Bei der Renovierung 1895/96 legte man den gotischen Karner unter der alten Kirche frei, vermauerte ihn jedoch wieder.
Kircheninneres
An das dreijochige, barocke Langhaus mit Kreuzgratgewölben schließt im Norden der eingezogene Chor mit 3/8-Schluss. Der östlichen Seitenkapelle (ehemals gotischer Chor) ist eine barocke Kapelle im Westen gegenübergestellt.

## Ausstattung
Die einheitliche Inneneinrichtung aus der Bauzeit im Knorpelwerkstil (1660/67) besteht aus dem Hochaltar mit qualitätvollen Figuren und einem Tabernakel von Veit Königer (um 1770), sowie den beiden Seitenaltären, der Kanzel und dem Altar der östlichen Kapelle. An der Westwand des Schiffs steht eine geschnitzte Gruppe der zwölf Apostel mit Jesus (um 1500), die als Modell der lebensgroßen Apostelgruppe im Dom von Wiener Neustadt gilt. Die  Altarbilder stammen von dem Nazarener Joseph Ernst Tunner (Mitte 19. Jahrhundert), bzw. das des linken Seitenaltars von Felix Barazutti (1895). Im Jahr 1891 entstand die hölzerne Empore für die neue Orgel von Matthäus Mauracher (jun.) II. 2006 wurde die Orgel renoviert und ihr Innenleben erneuert.